# Don Juan (film, 1926)
Don Juan är en amerikansk romantisk äventyrsfilm från 1926 i regi av Alan Crosland. Filmen är inspirerad av Lord Byrons dikt Don Juan från 1821. Detta är den första långfilmen som använde Vitaphones ljudsystem med synkroniserad musik och ljudeffekter, men utan talad dialog.
I titelrollen som Don Juan ses John Barrymore, som den store förföraren. Filmen har rekordet i flest kyssar i filmhistorien, då Barrymore kysser Mary Astor och Estelle Taylor totalt 127 gånger.

## Rollista i urval
- John Barrymore - Don Jose de Marana/Don Juan de Marana
- Jane Winton - Donna Isobel
- John Roche - Leandro
- Warner Oland - Cesare Borgia
- Estelle Taylor - Lucrezia Borgia
- Montagu Love - Count Giano Donati
- Josef Swickard - Duke Della Varnese
- Willard Louis - Pedrillo
- Nigel De Brulier - Marchese Rinaldo
- Hedda Hopper - Marchesia Rinaldo
- Myrna Loy - Mai, Lady in Waiting
- Mary Astor - Adriana della Varnese
- Lionel Braham - Duke Margoni
- Helene Costello - Rena, Adrianas jungfru
- Helena D'Algy - Donna Elvira, mördare
- Yvonne Day - Don Juan, 5 år
- Philippe De Lacy - Don Juan, 10 år
- Emily Fitzroy - The Dowager
- Johnny George - Hunchback/Castlekeeper/Informer
- Gibson Gowland - Gentleman of Rome
- Phyllis Haver - Imperia
- Sheldon Lewis - Gentleman of Rome
- June Marlowe - Trusia
- Dickie Moore - Juan, som bebis
- Dick Sutherland - Gentleman of Rome
- Gustav von Seyffertitz - Neri, alkemist
- Helen Lee Worthing - Eleanora